# جهان‌آباد (تاکستان)
جهان‌آباد (تاکستان)، روستایی از توابع بخش خرمدشت شهرستان تاکستان در استان قزوین ایران است.
روستای جهان اباد افشاریه در مجاورت رودخانه فصلی بنام خررود قرار دارد که منبع تغذیه ابهای زیر زمینی دشت قزوین میباشد .همچنین در غرب روستا چشمه ای بنام بولاق قرار داشت که بعلت خشکسالی های چند ساله امروز اثری از ان به چشم نمی خورد و همچنین بنای باستانی معروف به حسینیه که در حدود 150 سال قبل به عنوان زندان استفاده می شده و در سالیان اخیر کاربری حسینه داشت نیز توسط افراد سود جو تخریب شده تا بنای جدید ساخته شود .بدین ترتیب مهم‌ترین و قدیمی‌ترین اثر تاریخی تخریب گردید .همچنین اثاری از حصار و برج نگهبانی که پیرامون روستا کشیده شده بوده تا از غارت دزدان جلوگیری شود همچنان باقی میباشد و در حال تخریب میباشد .این روستا در زمان قدیم بسیار آباد بود و دارای آسیاب آبی، سه حمام خزینه ای،و یک یخچال بوده که برف زمستان در آن انباشته و در تابستان بصورت یخ استفاده می شده و این آثار که امروز نشانه ای از آن نیست توسط گماشته خان ها یا ارباب دلسوز اداره می شد که از جمله می توان به اکبر خان، صالح خان،صادق خان اشاره کرد که بشدت محبوب مردم روستا بودند .امروزه اسامی خانوادگی که در این روستا وجود دارد میتوان به احمدی اسماعیلی علیزاده رحیمی مرادی و‌ نام برد. و از لحاظ تاریخی ۴۰۰سال این روستا قدمت دارد.این روستا از اقوام باقی مانده ی قوم بزرگ افشار هستند.خواننده معروف قدیمی الهه نیز اصالتی از این روستا دارد.این روستا دارای ۵۰۰ خانوار میباشد.

## جمعیت
این روستا در دهستان رامندشمالی قرار دارد و براساس سرشماری مرکز آمار ایران در سال ۱۳۸۵، جمعیت آن ۱٬۰۳۵ نفر (۲۶۵خانوار) بوده‌است.